# Linia 10 metra w Madrycie
Linia 10 – dziesiąta linia metra w Madrycie, łącząca stacje Hospital Infanta Sofía i Puerta del Sur. Cała linia liczy w sumie 31 stacji z peronami 90 i 115-metrowymi i o łącznej długości 36,5 km torów. Linia została otwarta w 1961.